# Zniszczyć wszystko
Zniszczyć wszystko – szósty album studyjny polskiego zespołu Frontside, wydany 25 października 2010 roku przez Mystic Production. Autorem okładki jest Piotr Kurek. Nagrania zostały zarejestrowane w Studio Zed we współpracy z Tomaszem Zalewskim. 
Płyta zadebiutowała na 43. miejscu listy OLiS w Polsce. W plebiscycie "płyta roku 2010" według czytelników wortalu rockmetal.pl album zajął 11. miejsce.

## Lista utworów
1. "Zniszczyć wszystko" - 4:42
2. "Pociągasz za spust" - 2:24
3. "Czas desperacji" - 3:46
4. "Droga donikąd" - 3:35
5. "Martwa propaganda" - 5:03
6. "Dopóki moje serce bije" - 4:40
7. "Granica rozsądku" - 3:54
8. "Z zimną krwią" - 5:02
9. "Zdrajca" - 4:07
10. "Promienie umierającego słońca" - 4:44
11. "Nie jesteś sam" - 4:35
12. "Nie ma we mnie Boga" - 4:17

## Twórcy
- Marcin "Auman" Rdest – śpiew
- Mariusz "Demon" Dzwonek – gitara
- Dariusz "Daron" Kupis – gitara
- Wojciech "Novak" Nowak – gitara basowa
- Tomasz "Toma" Ochab – perkusja